# Christiansfeld

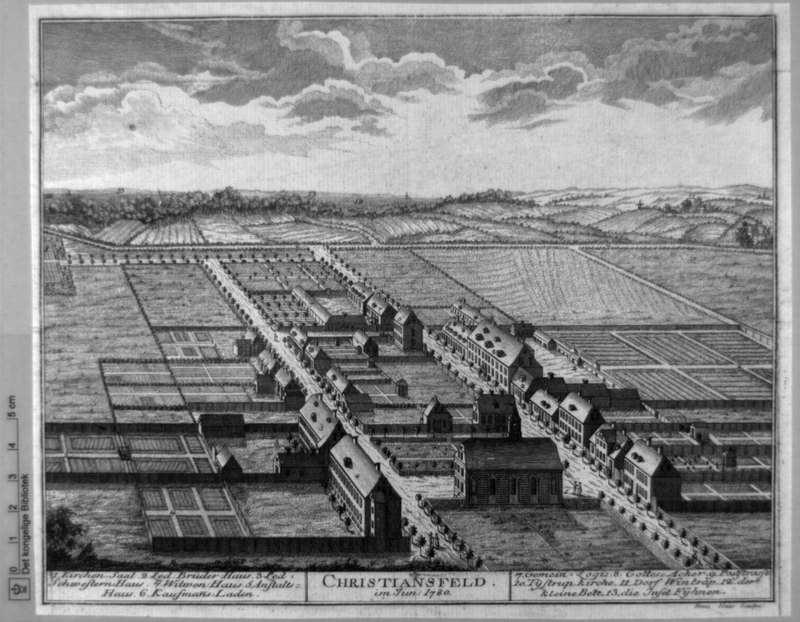
Christiansfeld im Jahre 1780

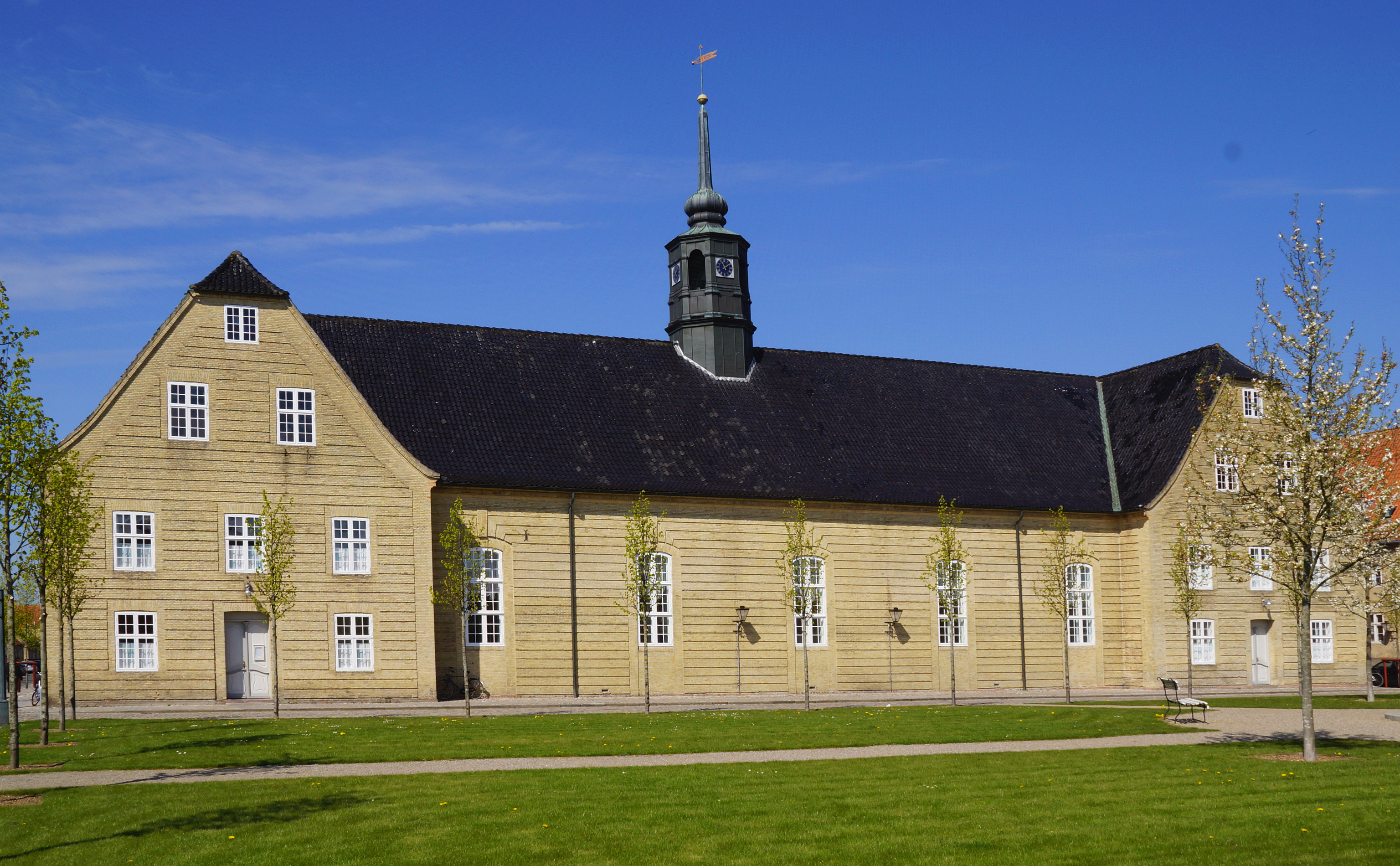
Das mittige Hauptschiff der Brødremenighedens Kirke entspricht dem Kirchen-Original von 1777

Christiansfeld ist ein Ort in Sønderjylland, Dänemark. Er liegt zwischen den Städten Kolding und Haderslev (Hadersleben) und gehört seit 2007 zur Kommune Kolding. Von 1970 bis 2007 war er Hauptort der Kommune Christiansfeld.
Durch seine Entstehung als Gründungs- oder Planstadt verfügt Christiansfeld über ein architektonisch geschlossenes Stadtbild und ist ein touristisches Zentrum der Region. Wegen der außergewöhnlich gut erhaltenen Siedlung der Herrnhuter Brüdergemeine besitzt der Ort seit dem 4. Juli 2015 den Status eines UNESCO-Weltkulturerbes.

## Geschichte
Die Gründung der Stadt Christiansfeld geht auf die Herrnhuter Brüdergemeine zurück. Der dänische König Christian VII. hatte 1768 den Ort Zeist in den Niederlanden besucht, wo er auf für ihren Fleiß gerühmte Handwerker und Händler der Herrnhuter Brüdergemeine traf. Die Kontakte zwischen dem Gründer der Bewegung, Graf Zinzendorf, und dem dänischen Hof gingen sogar noch weiter zurück. Denn Zinzendorf, der mit der Königin Sophie Magdalene von Brandenburg-Kulmbach verwandt war, war anlässlich der Krönung von Christians Großvater, Christian VI., 1731 in Kopenhagen gewesen. Weder Christian noch sein Geheimer Kabinettsminister Johann Friedrich Struensee, der ihn als Leibarzt auf dieser Reise begleitet hatte und ab 1770 die Regierungsgeschäfte weitgehend eigenständig führte, waren Anhänger des Pietismus. Trotzdem erlaubte der König den Herrnhutern 1771, auf seiner Domäne Tyrstrup eine Siedlung anzulegen. Es war eines der letzten Dekrete, die Struensee vor seiner Verhaftung Anfang 1772 unterzeichnete, und eines der wenigen, die nach seinem Sturz noch umgesetzt wurden.
Tyrstrup gehörte zum Herzogtum Schleswig. Christian VII., der auch Herzog von Schleswig war, wollte die Herrnhuter nicht auf dänischem Territorium im engeren Sinne siedeln lassen, um Konflikte mit der evangelisch-lutherischen Staatskirche zu vermeiden. Die Stadt wurde am 1. April 1773 gegründet. An diesem Tag wurde der Grundstein des ersten Hauses in der Lindenstraße 17 gelegt. Die neuen Siedler aus dem deutschen Sprachraum nannten ihre neue Kolonie aus Dankbarkeit dem König gegenüber „Christiansfeld“ – Deutsch war zur damaligen Zeit Hofsprache neben dem Französischen. Der sonst übliche Name wäre Christiansmark gewesen. Mark heißt auf Dänisch Feld und war die gebräuchliche Endung von Orten im historischen Königreich Dänemark sowie im nördlichen Schleswig.
Christiansfeld bekam eine einzigartige administrative Stellung. Der Ort gehörte nicht zur umgebenden Gemeinde Tyrstrup. Die Verwaltung oblag vielmehr der Brüdergemeine selbst. Allerdings war die Bevölkerung dem Gerichtsbezirk Tyrstrupharde unterworfen. Der Ort besaß den Status eines Fleckens, ohne dass er offiziell verliehen worden wäre. Die Christiansfelder Bürger erhielten zudem zahlreiche Privilegien, beispielsweise Zollfreiheit. Sie errichteten ihre Häuser auf einem barocken, rechtwinkligen Straßennetz, mit einer Lindenallee als Hauptachse. Es entstand ein Brüder- und ein Schwesternhaus, in denen die ledigen Mitglieder der Brüdergemeine getrennt nach Geschlecht bis zu ihrer Hochzeit wohnten, ein Witwenhaus, eine Kirche (geweiht 1777), eine Mädchen- und Jungenschule, die Apotheke, ein Spritzenhaus und das Pastorat.
Das Gotteshaus der Herrnhuter in Christiansfeld ist wie alle ihre Kirchen von auffälliger Schlichtheit. Der Raum ist völlig weiß, enthält kaum Schmuck und wird bis heute nur mit Kerzen beleuchtet. Es handelt sich um den größten nicht von Säulen getragenen Kirchenraum in Dänemark. In der Architektur Christiansfelds spiegelt sich der einfache Lebensstil der Brüdergemeine wider. Auf dem Friedhof werden die Menschen nach Geschlechtern getrennt beerdigt, alle Gräber sind nach Osten ausgerichtet. Die Grabsteine auf dem idyllischen Gottesacker bleiben über Jahrhunderte erhalten. Sie sind schmucklos und einheitlich – als Ausdruck der Gleichheit aller Menschen im Tode.

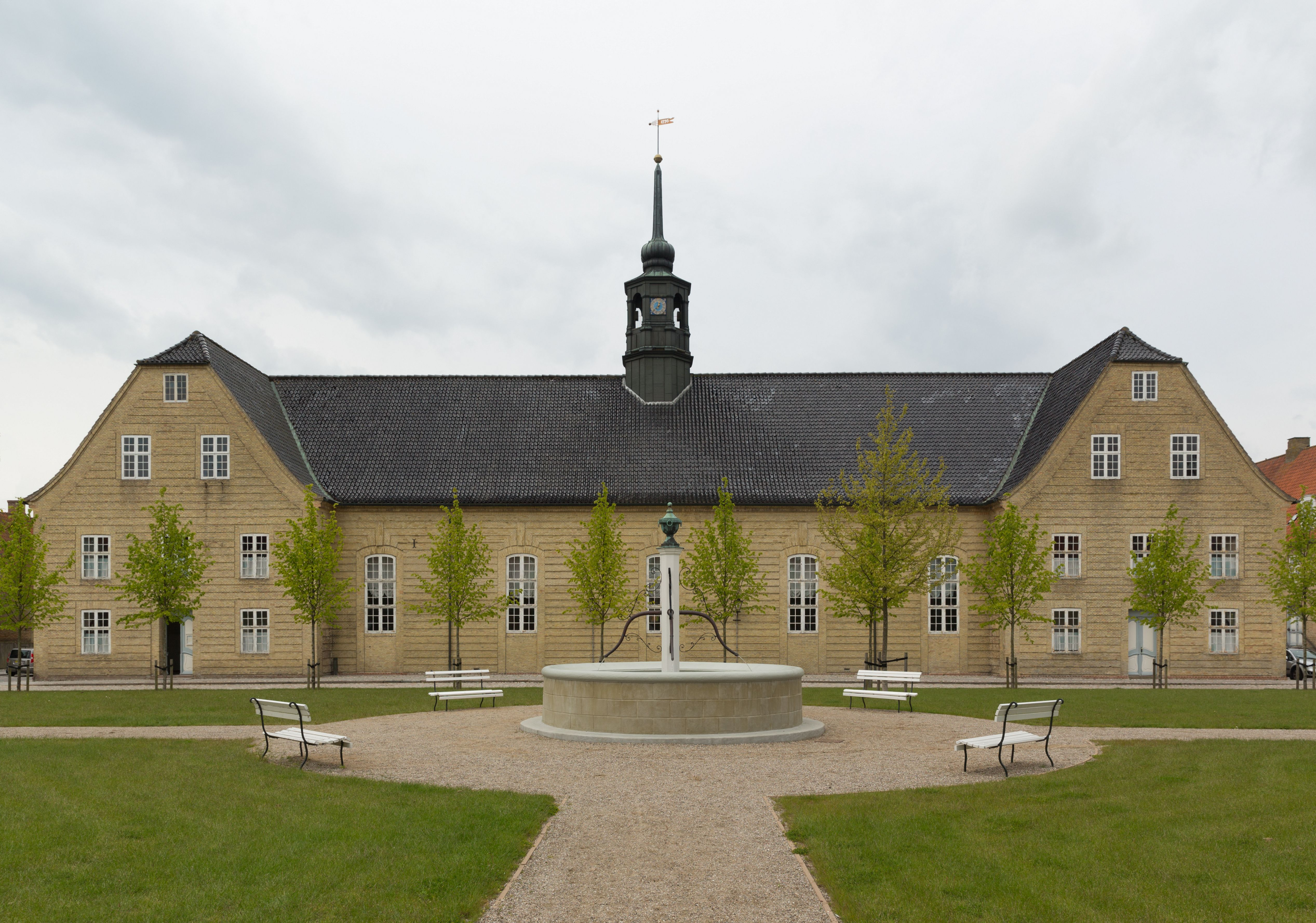
Die Kirche der Herrnhuter Brüdergemeine
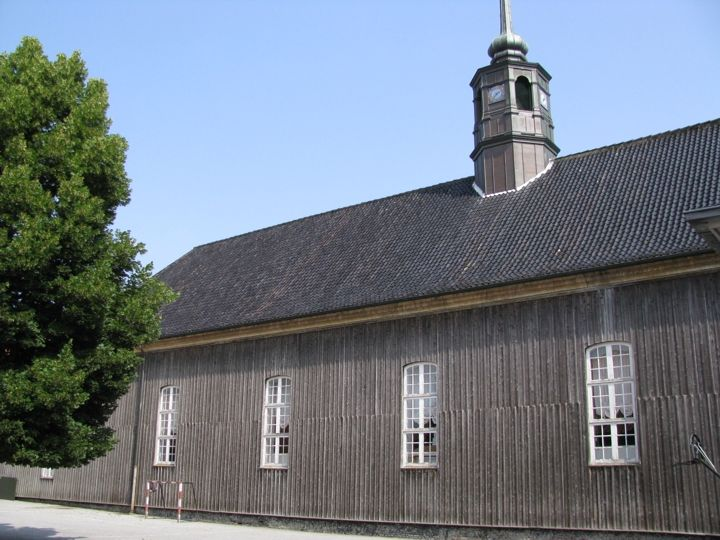
Die Kirche der Brüdergemeine, Rückansicht
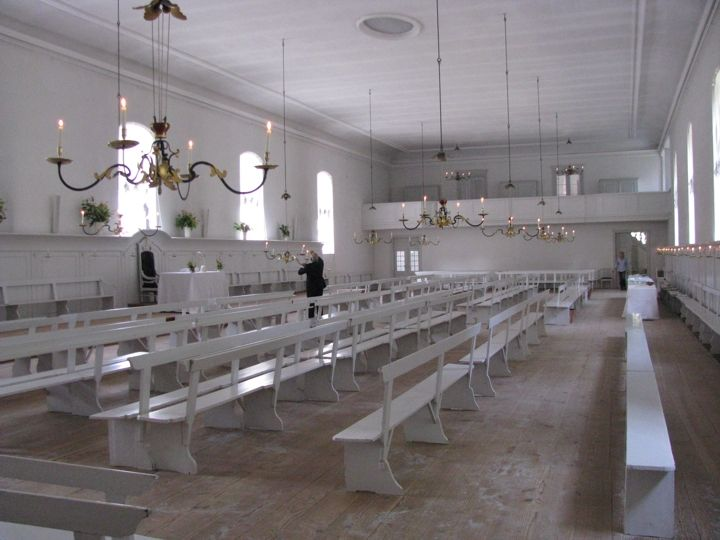
Die Kirche der Brüdergemeine ist innen ganz schlicht gehalten.
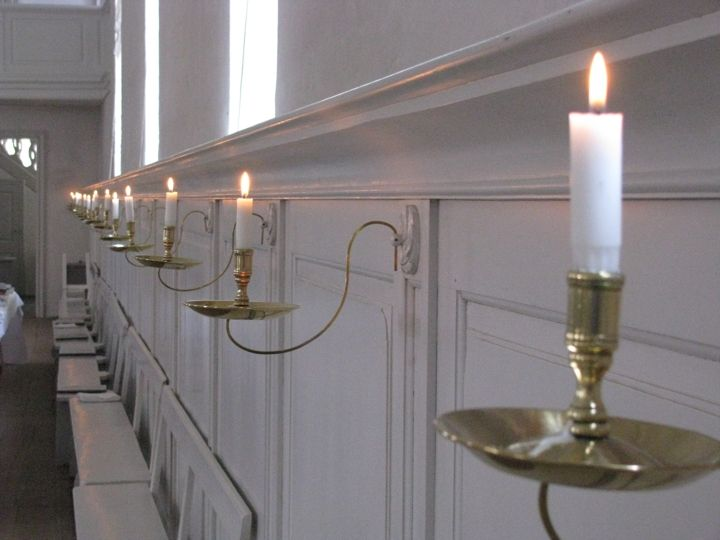
Das Gotteshaus wird bis heute nur mit Kerzen beleuchtet.
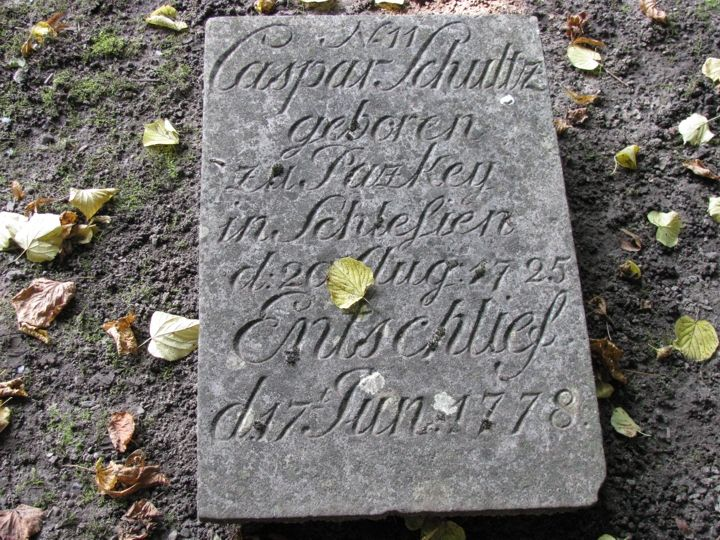
Alter Grabstein auf dem Herrnhuter Gottesacker

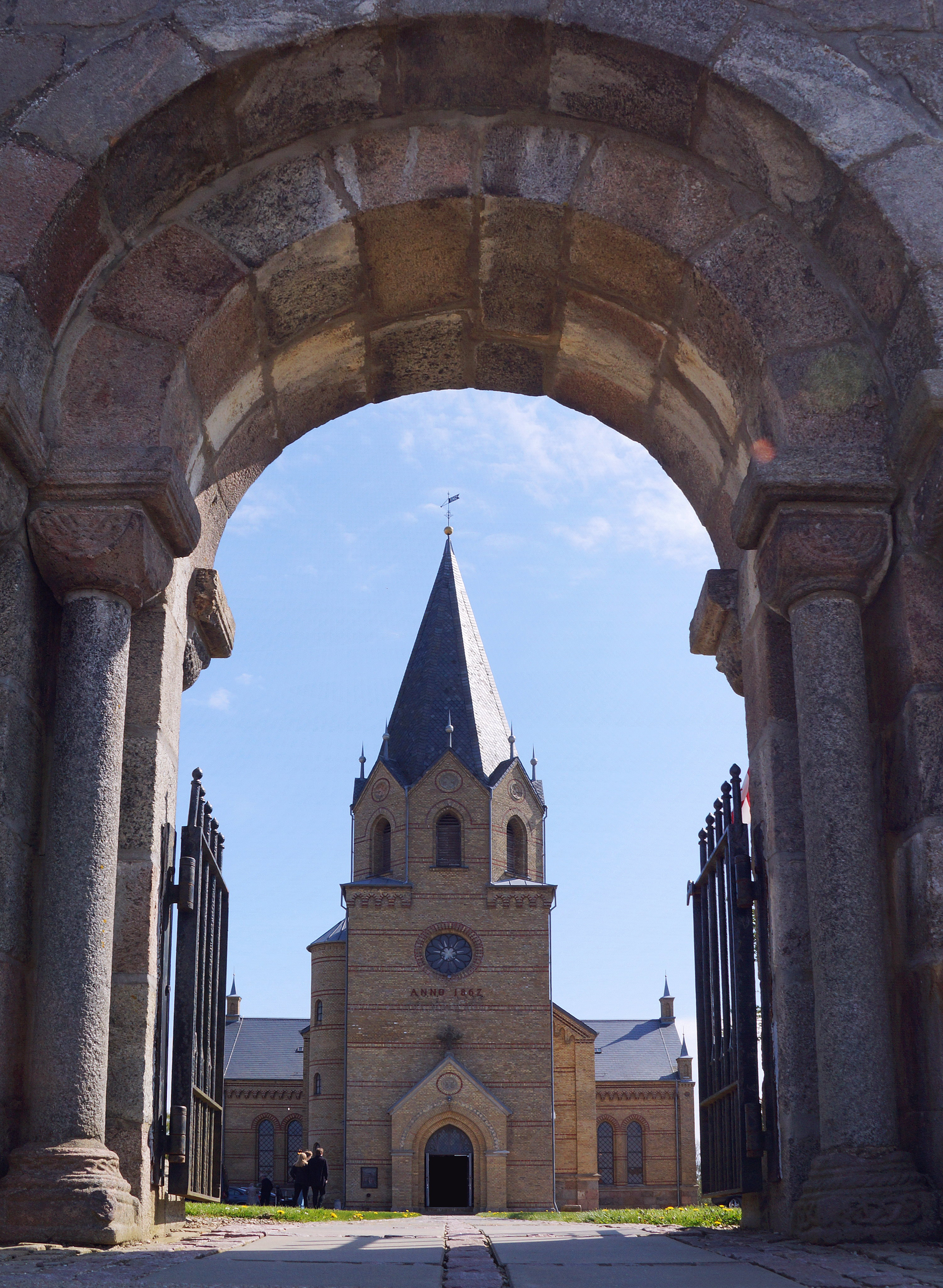
Mehr als die Brødremenighedens Kirke dominiert die später errichtete Tyrstrupkirke aus dem Jahr 1863 das Ortsbild von Christiansfeld

Obwohl Christiansfeld über keine eigenen Ländereien verfügte, entwickelte sich der Ort aufgrund seiner Gewerbeprivilegien schnell und erlebte einen wirtschaftlichen Aufschwung, sehr zum Missfallen der Kaufleute im nahen Hadersleben. Bekannt wurde vor allem Spielwergs Tabakwarenfabrik. Zudem wurden in Christiansfeld Handschuhe genäht, Kerzen gezogen, Seifen gekocht und Lebensmittel produziert. Mit den Überschüssen unterstützten die überzeugten Christen die Herrnhuter Mission unter den Sklaven in Dänisch-Westindien, in der Karibik sowie unter den Inuit in der damaligen Kolonie Grönland. Bis heute engagiert sich die Herrnhuter Brüdergemeine Christiansfeld in Hilfsprojekten und Missionsarbeit in anderen Kontinenten. Langfristig entfaltete die Herrnhuter Brüdergemeine in Christiansfeld auch Wirkung auf evangelische Christen in Skandinavien. Bis heute ist sie eine lebendige Kirche mit großer Tradition. Im Ort haben mehrere Missionen und christliche Hilfswerke ihre dänischen Heimatbüros. Teile der Handwerkskunst der Herrnhuter, beispielsweise der Kachelofenbau, werden heute noch vor Ort gezeigt.
Am 18. Juli 1864 wurde um 3 Uhr die Waffenstillstandsurkunde zwischen den Kriegsparteien Preußen, Österreich und Dänemark im Deutsch-Dänischen Krieg im Brødremenighedens Hotel (Hotel der Brüdergemeinde) von Oberstleutnant Gustav von Stiehle und Oberst Heinrich Kauffmann (dänischer Generalstabschef) unterzeichnet. Der Grund für diese Ortswahl war die nahe Lage des preußischen Hauptquartiers. Zwei Tage später trat der Waffenstillstand am 20. Juli 1864 um 12 Uhr in Kraft. Am 30. Oktober 1864 endete der Krieg mit dem Frieden von Wien. Nach Kriegsende fiel das Herzogtum Schleswig an Preußen. Da acht nördliche Nachbargemeinden aufgrund eines Gebietsaustauschs beim Königreich Dänemark verblieben, lag Christiansfeld jetzt dicht an der neuen Grenze, dem Fluss Königsau. Durch die preußische Gemeindeordnung von 1869 wurde Christiansfelds Status als Flecken bestätigt. Diesen für kleinere Orte in Schleswig typischen Titel konnte es auch nach dem Wiederanschluss an Dänemark im Jahre 1920 und bis 1970 halten, obwohl diese Gemeindeform im übrigen Dänemark ansonsten nur als handelsplads bekannt war.
1970 wurde der flächenkleinste Ort in Nordschleswig nicht nur mit der Umlandgemeinde Tyrstrup, sondern auch mit den Kirchspielen Fjelstrup, Bjerning, Hjerndrup, Stepping, Aller und den 1864 vom Amt Hadersleben getrennten Gemeinden Hejls, Vejstrup und Taps zu einer Kommune vereinigt, die den Namen des Fleckens übernahm. Seit 2007 gehören die ersten drei Kirchspiele aufgrund einer 2005 erfolgten Volksabstimmung zu Haderslev, alle anderen zu Kolding.

## Ortsbild

Typischer Baustil der Herrnhuter (18. Jahrhundert)

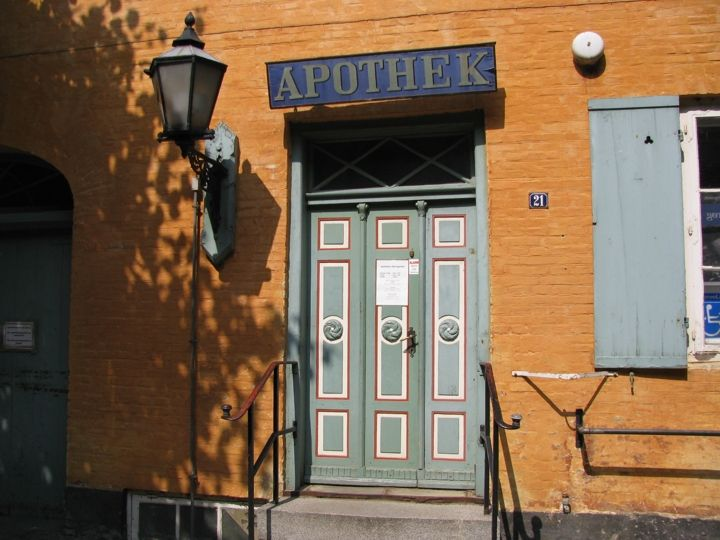
Alte Apotheke in Christiansfeld

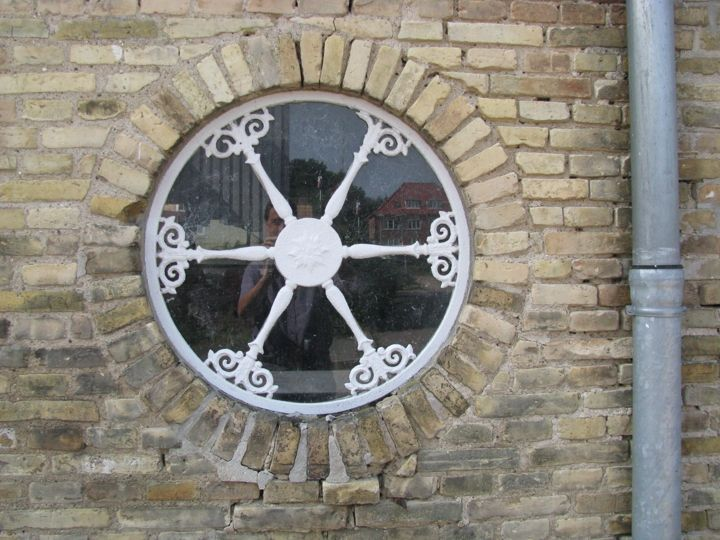
Altes Fenster aus Gusseisen

Als Vorbild der Christiansfelder Ortsgründung diente die 1748 in den Niederlanden von den Herrnhutern errichtete Ansiedlung vor Schloss Zeist, erbaut 1686, im gleichnamigen Ort Zeist, den König Christian VII. während einer Niederlandereise im Jahre 1768 kennengelernt hatte. Christiansfeld ist also kein gewachsener, sondern ein geplanter Ort, was unter anderem durch die schnurgeraden, rechtwinklig angeordneten Straßen deutlich wird. Ein Großteil der Herrnhuter Bauten sind gut erhalten und prägen das Stadtbild.
Die Bauten bestehen meist aus hellen Ziegeln, entlang der drei Hauptstraßen stehen Linden. Zwischen der Norder- und Lindenstraße befindet sich der zentrale Platz mit dem Betsaal der Brüdergemeine und dem Brunnen, dem eigentlichen Wahrzeichen des Orts.
Im Jahr 2019 wurde von der zuständigen Behörde in Kolding die Umbenennung des Kirchplatzes (centrale kirkeplads) in Christiansfeld in Grev Zinzendorf Plads genehmigt. Der aus dem deutschen Sachsen stammende Graf Zinzendorf wird allgemein als Gründervater der Herrnhuter Brüdergemeine bezeichnet.
Nordöstlich des Ortskerns liegt der Gottesacker genannte Friedhof. Im Jahr 2002 spendete ein dänischer Fonds 30 Millionen Dänische Kronen, um eine umfassende Restaurierung der denkmalgeschützten Häuser der Brüdergemeinde im Zentrum des Ortes anzuschieben. Neubauten in Christiansfeld müssen passend zum Stadtbild heute noch mit hellen Ziegeln gebaut werden. So ist sichergestellt, dass das einzigartige historische Stadtbild erhalten bleibt.

## Wirtschaft und Verkehr
In Christiansfeld sind Betriebe der Lebensmittelherstellung ebenso ansässig wie metallverarbeitende Unternehmen und Speditionen sowie Logistikbetriebe. Handel und Handwerk sind der Größe der Ortschaft ausreichend vertreten.
Christiansfeld liegt an der Fernstraße 170 zwischen Hadersleben und Kolding, der alten Nord-Süd-Hauptstraße in Jütland. Sechs Kilometer weiter westlich verläuft seit den 1970er Jahren die Autobahn E 45, an der Christiansfeld eine eigene Anschlussstelle hat.

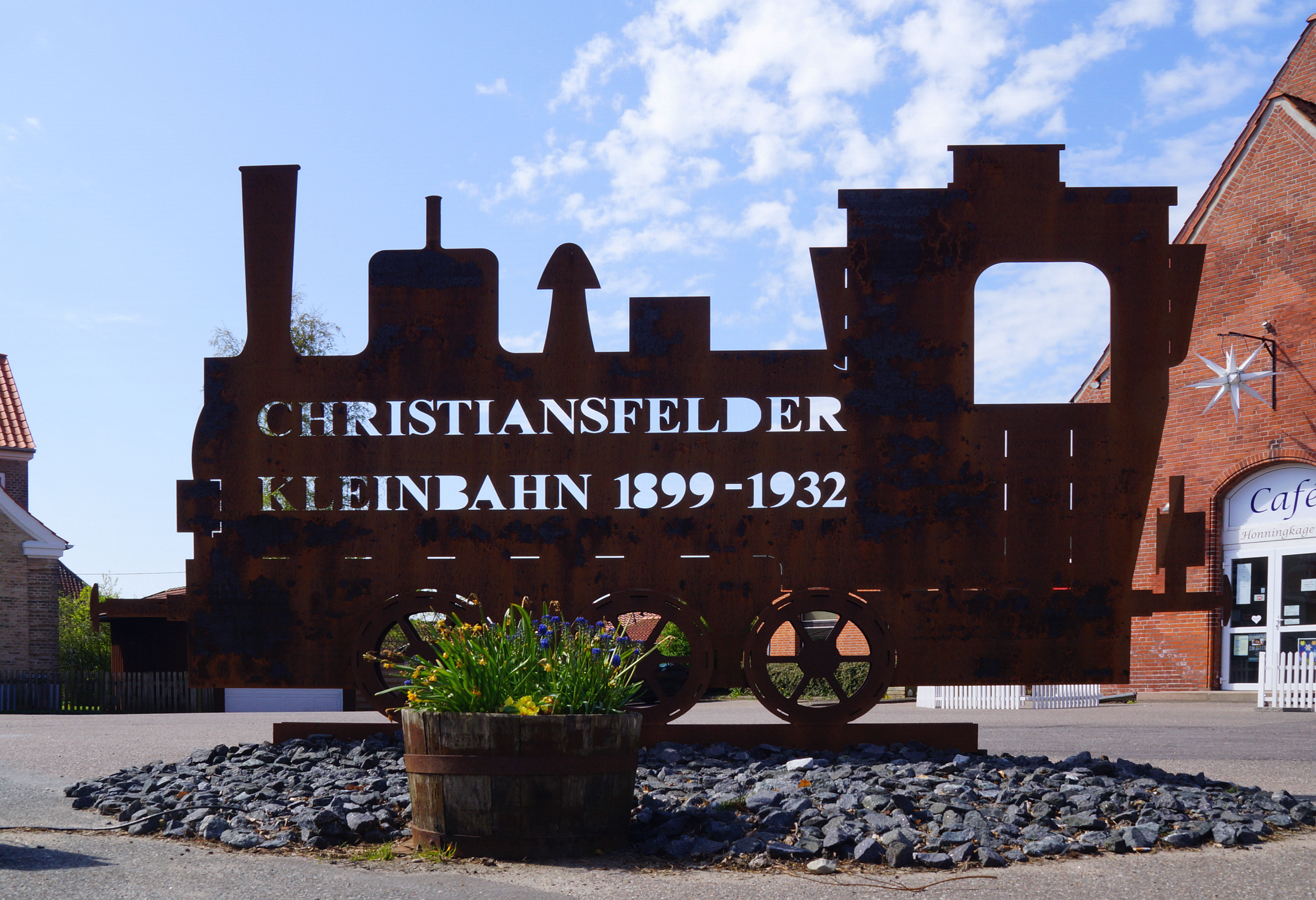
Christiansfelder Kleinbahn 1899–1932

Einen Eisenbahnanschluss hatte Christiansfeld an der Haderslebener Kreisbahn. Diese Anbindung der nördlich von Hadersleben gelegenen Ortschaft Christiansfeld bestand nur bis ins Jahr 1932, während die Haderslev Amts Jernbaner bis in das Jahr 1937 die Kreisstadt Hadersleben noch mit der südwestlich gelegenen Ortschaft Toftlund verband. Die Schmalspurbahn endete in Christiansfeld. Nach 1920 wurde versäumt, die Strecke mit der Koldinger Kleinbahn im fünf Kilometer entfernten Taps zu verknüpfen. Der Plan, die Hauptbahn nach Süden von Kolding über Christiansfeld-Hadersleben zu verlegen, wurde verworfen. Die ohnehin kurvenreich gebaute Zweigstrecke wurde unrentabel und konnte sich der Konkurrenz der bald nach 1920 massiv ausgebauten Straße nicht lange erwehren.
Wichtigste öffentliche Verkehrsanbindung im Nahverkehr ist die Buslinie 34 von Kolding nach Hadersleben (Stundentakt). Der Schnellbus Vejle-Sonderburg (Linie 900X) hält an einer eigenen Haltestelle an der Umgehungsstraße des Ortes. Der internationale Flughafen Billund ist 60 Kilometer entfernt.

## Besonderes
Christiansfeld ist auch für seine Honigkuchen (dänisch Honningkager) berühmt, deren Rezept die Siedler im 18. Jahrhundert aus ihrer Heimat mitbrachten. Die Geschichte des Honigkuchens ist fast so alt wie die Geschichte der Stadt. Der Bäcker Christian F. Rasch stellte 1783 erstmals Teig für Honigkuchen her. Heute noch kann man in den Bäckereien in Christiansfeld leckere Honigkuchen in vielfältigen Formen und Farben erwerben.

## Christinero (Christinenruh)

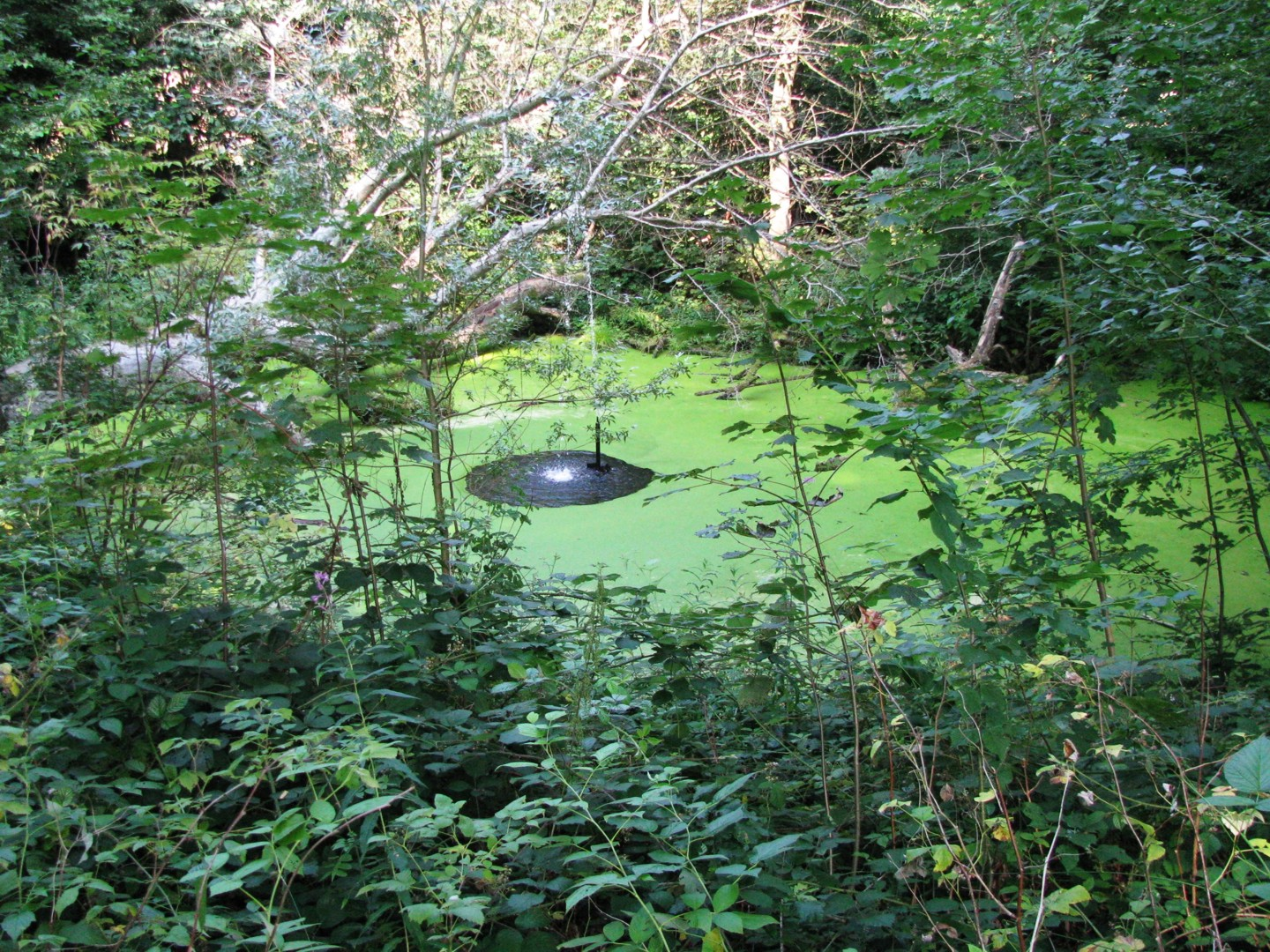
Der idyllische alte Park Christinero

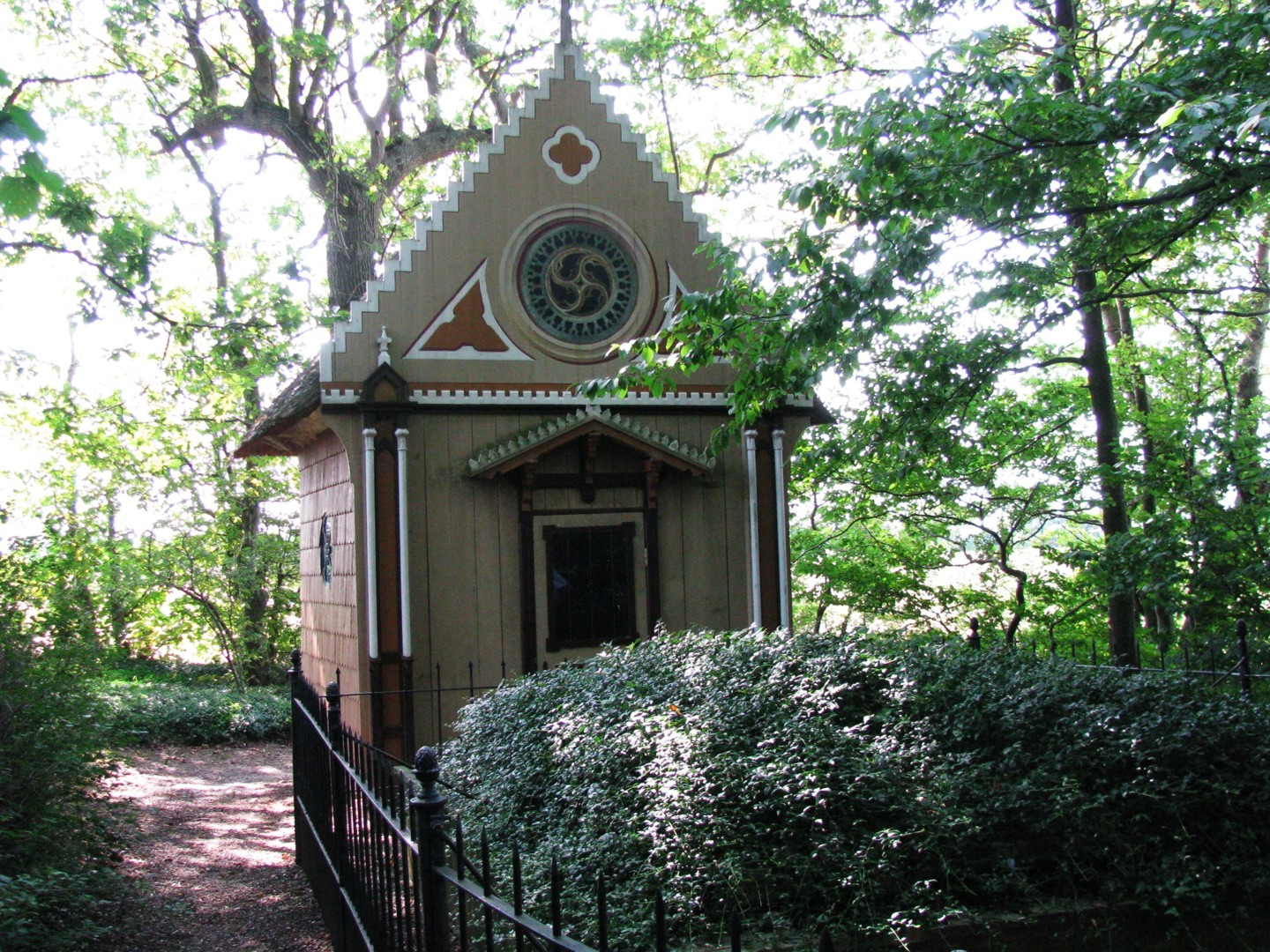
Die Kapelle im Christinero

Nahe Christiansfeld in Richtung Westen liegt die kleine, unter Naturschutz stehende Parkanlage Christinero, die der Brüdergemeine gehört. Ihren Namen hat sie nach der Kammerherrin Christina Friederica von Holstein (1741–1812), die den Park anlegen ließ. In der circa 2 ha großen Anlage befindet sich auf ihren Wunsch und mit königlicher Genehmigung ihre letzte Ruhestätte. Sie ließ ihr Lieblingspferd hier beerdigen. Im Wäldchen mit einem Bach und zwei idyllischen Teichen findet man einen hübschen, kleinen Pavillon, den sie „Mine Tanker“ (Meine Gedanken) nennen ließ, ein Küchenhaus und eine Kapelle mit ihrer Grabstätte. Die tief religiöse Lebensart der Kammerherrin und ihre Mildtätigkeit hinterließen Spuren bis über ihren Tod hinaus.
Das Besondere am Christinero ist, dass die Missionare der Herrnhuter Brüdergemeine seit Ende des 18. Jahrhunderts aus ihren Einsatzgebieten auf anderen Kontinenten Samen und Setzlinge exotischer Bäume mit nach Hause brachten, die in dem kleinen Park großgezogen worden sind. Daher findet man dort uralte, exotische Bäume mit gewaltigem Stammumfang. Leider hat ein Orkan am 3. Dezember 1999 einige der großen Exoten gefällt. Dennoch ist der Charme des idyllischen Parks bis heute erhalten. Inzwischen ist das Wäldchen mithilfe vieler Hände wieder aufgeforstet.
Direkt neben Christinero steht im Garten des alten Pfarrhauses die 1668 erbaute größte Blockscheune Dänemarks. Diese besondere Scheunenart in einfacher Blockbauweise konnte man auf einfache Weise abbauen, transportieren und an einem anderen Ort wieder aufrichten. Die Blockscheune in Christiansfeld ist gut erhalten, sie befindet sich noch an ihrem ersten Standort. Der Park Christinero und die Blockscheune stehen unter Denkmalschutz.

## Söhne und Töchter der Stadt
- Carl Abraham Mankell (1802–1868), schwedischer Komponist
- Gustaf Adolf Mankell (1812–1880), schwedischer Organist und Komponist
- Gerhard Meyer (1900–1984), deutscher Historiker, Bibliothekar, Direktor der Niedersächsischen Landesbibliothek
- Sedin Alic (* 1989), bosnisch-dänischer Fußballspieler